# Fanalet de Cocco
El fanalet de Cocco (Diaphus metopoclampus) és una espècie de peix de la família dels mictòfids i de l'ordre dels mictofiformes.

## Morfologia
- Els mascles poden assolir 7,5 cm de longitud total.[4][5]

## Depredadors
És depredat per Latimeria chalumnae.

## Reproducció
Assoleix la maduresa sexual quan arriba als 4,8 cm de longitud.

## Hàbitat
És un peix marí i d'aigües profundes que viu entre 90-1085 m de fondària.

## Distribució geogràfica
Es troba des de les Illes Britàniques fins a Mauritània (incloent-hi el Mediterrani occidental), tot i que, de vegades, se n'han capturat exemplars a Libèria i Sud-àfrica. També és present a l'Atlàntic occidental (Estats Units, Brasil i Argentina), l'oest de l'Índic, l'oest del Pacífic (incloent-hi Nova Gal·les del Sud -Austràlia- i Nova Zelanda).